# Tőkés (családnév)
A Tőkés régi magyar családnév. Eredetileg foglalkozásnév volt. Tőkés, a tőke ’fatörzs, fatuskó, szőlőtőke vagy méhkas’ –s képzős származéka.

## Híres Tőkés nevű személyek
- Tőkés Anna (1903–1966) Kossuth-díjas színésznő
- Tőkés Béla (1936–) kémikus, kémiai szakíró, egyetemi tanár
- Tőkés Elek (1955–2009) pedagógus
- Gergely Istvánné Tőkés Erzsébet (1942–) tanár, műemlékvédő, a Házsongárd Alapítvány létrehozója, Tőkés László nővére
- Tőkés István (1916–2016), református lelkész, Tőkés László apja
- Tőkés József (1884–1951) református esperes lelkész, egyházi író, szótárszerkesztő, Tőkés István apja
- Tőkés Lajos (1873–1951) piarista tanár, botanikus
- Tőkés László (1952–) református lelkész, politikus

Lásd mégTovábbi Tőkés családnevűek a Wikidatában